# 御旅所古墳
御旅所古墳（おたびしょこふん）は愛知県春日井市にある古墳。味美古墳群のひとつ。

## 概要
二子山公園の一角にある墳径約31メートル、高さ約2.9メートルの円墳で、公園に隣接する白山神社（味美白山神社古墳）の西南約80メートルに位置する。
発掘は行なわれておらず主体部は不明。1991年（平成3年）に公園整備が行なわれた際の調査で検出された円筒埴輪列の位置などから2段築造であった可能性もあるとされている。この調査で周溝の存在も確認されているが正確な規模は判っていない。地籍図から幅8〜10メートルを想定しており、周溝を含む復元規模は直径約45〜50メートルとも推定されている。
なお、墳丘の上部が削られ、周囲に玉垣や階段が設置されるなど現在では墳丘の改変が進んでいる。

## 由来
御旅所という名はもともと味美春日山古墳の名であり、8月17日の白山神社の例祭で神輿が渡御した「お旅」から名付けられていた。しかし、白山神社から味美春日山古墳への移動には犬山街道を渡らなければならず、交通の妨げとなることから寛延年間に神社境内の塚を新たに「お旅所」としたことに由来する。

## 出土品
整備が行なわれた際に墳裾部から円筒埴輪と高坏形器台脚部が出土しており、出土品は春日井市教育委員会が収蔵している。なお、1974年（昭和49年）から翌年にかけて行なわれた墳丘の土留め工事の際、墳丘南側で検出された円筒埴輪列で須恵質埴輪と土師質埴輪が交互に配置されていたとの記録がある。

### 主な出土品
- 円筒埴輪
- 形象埴輪
- 高坏形器台（須恵器）